# البرت دوبونتل
البرت دوبونتل (بالفرنسية: Albert Dupontel)‏ (و. 1964 – م) هو ممثل، وممثل هزلي، ومخرج سينمائي، وكاتب سيناريو من فرنسا . ولد في سن جرمن آن له .

## جوائز
حصل على جوائز منها:
- فارس وسام الفنون والآداب.

## روابط خارجية
- البرت دوبونتل على موقع IMDb (الإنجليزية)
- البرت دوبونتل على موقع روتن توميتوز (الإنجليزية)
- البرت دوبونتل على موقع ألو سيني (الفرنسية)
- البرت دوبونتل على موقع ميوزك برينز (الإنجليزية)
- البرت دوبونتل على موقع أول موفي (الإنجليزية)
- البرت دوبونتل على موقع قاعدة بيانات الأفلام السويدية (السويدية)
- البرت دوبونتل على موقع إن إن دي بي (الإنجليزية)
- البرت دوبونتل على موقع قاعدة بيانات الفيلم (الإنجليزية)
- البرت دوبونتل على موقع كينوبويسك (الروسية)